# Claude Lamblin
Pour les articles homonymes, voir Lamblin.
Claude Lamblin, né à Champignol-lez-Mondeville (Aube) le 14 avril 1937, est une personnalité politique française membre du Parti communiste français.

## Biographie
Né dans une famille modeste, Claude Lamblin est instituteur à Ville-sous-la-Ferté de 1957 à 1962, à Bar-sur-Aube de 1962 à 1966, puis à Reims de 1966 à 1972, devenant ensuite rééducateur en psycho-pédagogie de 1972 à 1992. Il est membre du Syndicat national des instituteurs (SNI) à partir de 1957.
Après une longue réflexion politique provoquée par la guerre d’Algérie, il adhère au Parti communiste français en 1965 et prend des responsabilités dans son parti. Il milite aussi au Mouvement de la paix.
Le 30 septembre 1973, il est élu conseiller général dans le canton de Reims-5, mandat qu'il exerce jusqu'en 1982.
Claude Lamblin mène la liste d'Union de la gauche à Reims lors des élections municipales de 1977. Sa liste l'emporte au premier tour avec 51,27 % face à celle de Jean Falala. Il est le deuxième maire communiste de Reims après Michel Sicre (1945-1947).
Pendant sa mandature, il met en œuvre une politique sociale marquée par exemple par la construction de HLM au centre-ville, la gratuité des transports urbains pour les chômeurs ou encore la construction d’une piscine et de salles municipales dans les quartiers défavorisés.
Il est battu aux élections suivantes, en 1983. En 1989, il est tête de la liste PCF, qui arrive troisième derrière le PS (19,78 %) et la liste de la majorité (54,63 %).
Il continue à siéger au conseil municipal jusqu’en 2001 et tient une rubrique mensuelle intitulée Les faits sont têtus dans le journal municipal.
Il exerce le mandat de conseiller régional de Champagne-Ardenne de 1980 à 2004.
Marié en juillet 1961 avec Monique Piet, enseignante au collège, il eut deux enfants. Il épousa en secondes noces une secrétaire de direction, mère de deux enfants, en juillet 1988.

## Distinction
- Chevalier de l'ordre national du Mérite en 2004.